# Parque Estadual do Caracol

Caracol-Wasserfall

Der Parque Estadual do Caracol, kurz Caracol, ist ein Naturschutzgebiet in der Serra Gaúcha im brasilianischen Bundesstaat Rio Grande do Sul in der Nähe von Canela. Der Park wurde am 1. August 1973 geschaffen und umfasst etwa 200 km².
Die Hauptattraktion dieses leicht erreichbaren Parks ist der Caracol-Wasserfall (Cascata do Caracol), der über Basaltfelsen im freien Fall 131 Meter tief fällt.
Koordinaten: 29° 18′ 40,3″ S, 50° 51′ 16,6″ W